# أوراق أفغانستان
أوراق أفغانستان هي مجموعة من المقابلات المتعلقة بالحرب الأمريكية في أفغانستان أعدها المفتش العام الخاص بإعادة إعمار أفغانستان (SIGAR) ونشرتها صحيفة واشنطن بوست في 2019 بعد طلب قانون حرية المعلومات. تكشف الوثائق أن مسؤولين رفيعي المستوى رأوا بصورة عامة أنه لايمكن الانتصار في الحرب، مع إبقاء هذا الرأي بعيدًا عن الجمهور. نظرًا لصعوبة خلق مقاييس موضوعية لإثبات النجاح ، فقد تم التلاعب بالمعلومات طوال فترة النزاع. وطالبت مقدمة برنامج في NPR لولو جارسيا نافارو في مقارنة الوثائق بأوراق البنتاغون، إلى الكشف عن «الجهود الواضحة والمتواصلة التي تبذلها حكومة الولايات المتحدة لتضليل الجمهور عمدًا».

## التقارير الأولية في الواشنطن بوست
المقالة الأولية المشتقة من هذه الأوراق بعنوان «حقيقة في الحرب»، نشرها مراسل صحيفة واشنطن بوست كريج ويتلوك في 9 ديسمبر 2019. وتبنت بعدها العديد من المنشورات ماكتبه ويتلوك.
في إحدى المقابلات التي أجريت من خلال برنامج الدروس المستفادة التابع للوكالة، قدر أحد المسؤولين أن 40٪ من المساعدات الأمريكية لأفغانستان منذ 2001 انتهى بها المطاف في جيوب المسؤولين الفاسدين وأمراء الحرب والمجرمين والمتمردين. وقال ريان كروكر السفير السابق في أفغانستان والعراق للمحققين في مقابلة 2016:«لا يمكنك وضع هذه المبالغ المالية في دولة ومجتمع هشٌ جدا، لأنها تغذي الفساد».

## ردود فعل المسؤولين الحكوميين
نظرًا لطبيعة المحتوى في أوراق أفغانستان، فقد علق العديد من المسؤولين الحكوميين على محتواها في الأيام التي أعقبت مقالة ويتلوك الأولى. فيما يلي عينة من السياسيين المختارين:
قالت السناتور كيرستن جيليبراند:«قرأنا اليوم التقرير المذهل لصحيفة واشنطن بوست، الذي يشير إلى أن مسؤولي الإدارة ومن المحتمل أن يكون من بينهم مسؤولون عسكريون، قد ضللوا الرأي العام الأمريكي بشأن الحرب في أفغانستان. أكتب لأطلب عقد جلسات استماع لمعالجة هذه الأمور المقلقة للغاية. وهي الكشف عن الحرب الأفغانية».
وقالت النائبة تولسي جابرد إنها تقدم تشريعًا للتحقيق في الكونجرس في كذب وإهدار أموال دافعي الضرائب وحياة أفراد الخدمة الأمريكية. واتهمت المجمع الصناعي العسكري والمقاولين والشركات الاستشارية بالربح من عملية احتيال سلبت أكثر من تريليون دولار من دافعي الضرائب الأمريكيين منذ 11 سبتمبر في أفغانستان وحدها. كررت جابرد طلبها بإعادة القوات الأمريكية إلى الوطن من أفغانستان.
نأى نائب الرئيس السابق جو بايدن بنفسه عن سياسة باراك أوباما في الحرب الأفغانية، قائلاً: «أنا الرجل الذي أصر منذ البداية أن إرسال القوات إلى أفغانستان كان خطأً كبيرًا».

## قراءات أخرى
- The Afghanistan Papers: A Secret History of the War. New York: سايمون وشوستر. 31 أغسطس 2021. ISBN:978-1-9821-5900-9.

## وصلات خارجية
- أرشيف تلك الأوراق والتسجيلات الصوتية المرتبطة معها